# Stefan Brakensiek
Stefan Brakensiek (* 13. April 1956 in Bielefeld) ist ein deutscher Historiker, der die Frühe Neuzeit erforscht.

## Leben und Wirken
Nach einem Lehramtsstudium in den Fächern Deutsch und Geschichte an den Universitäten Bielefeld und Zürich wurde Stefan Brakensiek im Jahr 1988 bei Wolfgang Mager an der Fakultät für Geschichtswissenschaft und Philosophie der Universität Bielefeld promoviert mit der Dissertation „Agrarreform und ländliche Gesellschaft“. 1991 erhielt er den Gustav-Engel-Preis.
Von 1991 bis 1996 war Brakensiek zunächst Geschäftsführer, danach wissenschaftlicher Mitarbeiter des Sonderforschungsbereichs „Geschichte des neuzeitlichen Bürgertums“. 1997 erfolgte die Habilitation an der Universität Bielefeld mit einer Studie zur Amtsführung und Lebenswelt von Beamten in der Sattelzeit (1750 bis 1830). Es folgten Stationen an den Universitäten Potsdam, Kassel, Gießen, Münster und Dresden.
Seit dem Wintersemester 2006/07 ist Stefan Brakensiek Professor für die Geschichte der Frühen Neuzeit am Historischen Institut der Universität Duisburg-Essen. Er ist Sprecher des Graduiertenkollegs „Vorsorge, Voraussicht, Vorhersage. Kontingenzbewältigung durch Zukunftshandeln“. Seit 2009 ist er ordentliches Mitglied der Historischen Kommission für Westfalen. Von 2012 bis 2016 war er Mitglied im Fachkollegium Geschichte der Deutschen Forschungsgemeinschaft. Seit 2011 ist er Vorstandsvorsitzender der Gesellschaft für Agrargeschichte, seit 2012 Mitglied im Vorstand des Salomon Ludwig Steinheim-Instituts für deutsch-jüdische Geschichte in Essen.

## Schriften (Auswahl)
Monographien
- Agrarreform und ländliche Gesellschaft. Die Privatisierung der Marken in Nordwestdeutschland 1750–1850 (= Forschungen zur Regionalgeschichte, Bd. 1), Verlag für Regionalgeschichte, Paderborn 1991, ISBN 3-506-79573-2.
- Fürstendiener – Staatsbeamte – Bürger. Amtsführung und Lebenswelt der Ortsbeamten in niederhessischen Kleinstädten (1750–1830) (= Bürgertum, Bd. 12), Vandenhoeck & Ruprecht, Göttingen 1999, ISBN 3-525-35677-3.

Herausgeberschaften
- mit Axel Flügel: Regionalgeschichte in Europa. Methoden und Erträge der Forschung zum 16. bis 19. Jahrhundert (= Forschungen zur Regionalgeschichte, Bd. 34), Verlag für Regionalgeschichte, Paderborn 2000, ISBN 3-506-79606-2.
- mit Heide Wunder: Ergebene Diener ihrer Herren? Herrschaftsvermittlung im alten Europa, Böhlau, Köln/Weimar/Wien 2005, ISBN 3-412-25405-3.
- mit András Vári und Judit Pal: Herrschaft an der Grenze. Mikrogeschichte der Macht im östlichen Ungarn im 18. Jahrhundert (= Adelswelten, Bd. 2), Böhlau, Köln/Weimar/Wien 2014, ISBN 978-3-412-22145-4.
- mit Reiner Prass: Grundzüge der Agrargeschichte. Bd. 2: Vom Dreißigjährigen Krieg bis zum Beginn der Moderne (1650–1880), Böhlau, Köln/Weimar/Wien 2016, ISBN 978-3-412-22227-7.
- mit Christoph Marx und Benjamin Scheller: Wagnisse. Risiken eingehen, Risiken analysieren, von Risiken erzählen (= Kontingenzgeschichten, Bd. 3), Campus, Frankfurt/Main 2017, ISBN 978-3-593-50703-3.